# Nomada coxalis
Nomada coxalis là một loài Hymenoptera trong họ Apidae. Loài này được Morawitz mô tả khoa học năm 1877.